# Общество русских студентов для изучения и упрочения славянской культуры
Общество русских студентов для изучения и упрочения славянской культуры (ОРСИУСК) — культурно-просветительское общество русских эмигрантов в Париже. Действовало с 1922 по 1929 год. Основная деятельность — популяризация русской литературы.

## История
Общество было создано 10 декабря 1922 года в Париже для продвижения русской науки и культуры среди студентов и русских парижан в целом. Первое время в учреждении состояло около 150 человек. Его почётными членами были И. А. Бунин, А. И. Куприн, И. С. Шмелев, профессор В. Б. Ельяшевич.
Основное внимание уделялось литературе. Устраивались вечера, в которых участвовали И. А. Бунин, К. Д. Бальмонт, И. С. Шмелев, Б. К. Зайцев, А. М. Ремизов, Саша Чёрный, Н. А. Тэффи, А. П. Ладинский, А. А. Яблоновский, В. Н. Ладыженский, Н. Я. Рощин, Б. А. Лазаревский. Шмелев впервые представил слушателям Общества некоторые главы романа «Солнце 
мёртвых» (1923), а Зайцев, в свою очередь, познакомил публику с фрагментами повести 
«Золотой узор» (1923—1925) и рассказом «Алексей, Божий человек» (1925).
Клуб посвятил серию лекций Л. Н. Толстому, Ф. М. Достоевскому и А. С. Пушкину, к 125-летию рождения которого в июне 1924 года прошёл литературный вечер с обширной программой; провёл встречи в память о В. С. Соловьёве и А. К. Толстом.
Много внимания отводилось студенчеству (мероприятие в честь Московского университета, вечер воспоминаний о студенческой жизни в Харькове, лекция 
«Положение русского студенчества в эмиграции» и т. д.) Широко праздновался Татьянин день.
В ноябре 1924 года ОРСИУСК приняло участие в объединённом собрании русских студенческих организаций в Париже, где вместе с Союзом русских студентов во Франции, Обществом взаимопомощи студентов донских казаков, Союзом студентов-техников и Национальным студенческим союзом обсуждало возможность организации центрального органа для представительства и защиты интересов русских студентов-эмигрантов во Франции.
Общество не ограничивалось областью искусства и проводило лекции по экономике, философии, праву и политике, в которых участвовали Н. А. Бердяев, С. Н. Прокопович, Ельяшевич. Большим успехом пользовались лекции и доклады о Советской России.
Собирались благотворительные литературно-музыкальные утренники для детей с участием Куприна и Саши Чёрного. Празднования юбилейных дат клуба сопровождалось балами (в декабре 1926 года почётным распорядителем на одном из них стал Бунин) и концертами, на которых выступали известные музыканты и актёры.
В июле 1929 года деятельность клуба была прекращена.

## Периодические издания
С 1924 по 1925 год организация выпускала газету «Годы изгнания. Листок Общества русских студентов для изучения и упрочения славянской культуры» (всего издано восемь номеров).